# Famille de La Fouchardière
Pour les articles homonymes, voir De La Fouchardière (homonymie).
La famille de La Fouchardière est une famille française originaire du Poitou dont les premières mentions remontent au XVe siècle.
Elle compte parmi ses membres, outre des avocats et des officiers, des magistrats, des notaires et des ingénieurs.

## Historique
L'érudit et spécialiste du Poitou, Henri Beauchet-Filleau (1818-1895), écrit que la famille de La Fouchardière est une famille ancienne et distinguée du Châtelleraudais dont on trouve la trace dès le XVe siècle, qu'il y a plusieurs lieux de ce nom en Châtelleraudais et que c'est de l'un d'eux que cette famille a tiré son nom.
Gustave Chaix d'Est-Ange écrit que Beauchet-Filleau a donné une généalogie très complète de cette famille dans son Dictionnaire historique et généalogique des familles du Poitou et qu'il fait débuter la filiation avec Jean-François de La Fouchardière qui avait épousé vers 1600 Vincente Arnault et habitait Saint-Christophe en 1617. Il écrit également : « La famille de La Fouchardière est anciennement et honorablement connue dans les environs de Châtellerault, en Poitou. Toutefois on ne lui connaît pas de principe d'anoblissement régulier. »
Un Jean de La Fouchardière est notaire de Faye-la-Vineuse en 1457.
Cette famille est composée de plusieurs branches :
- de Monjardin
- de La Mabilière
- de l'Essart
- de Collay
- du Verger
- de La Perlotière
- de La Ronde
- de La Touraine

## Filiation
- Jean-François de La Fouchardière épouse Vincente Arnault.
  - Jean de La Fouchardière épouse Claude Giraudeau.
    - Branche de Monjardin - Pierre de La Fouchardière (1648-1718), seigneur des Marais.
      - François-Alexis de La Fouchardière ( -1731), seigneur de la Fortinière. Il épouse  Henriette Gilbert.
        - Jean-François de La Fouchardière (1720- ), seigneur de Monjardin, notaire à Saint Gervais les 3 Clochers (86). Il épouse Madeleine Alix Faulcon.
          - Jean-Pierre de La Fouchardière (1747-1806), seigneur de Monjardin. Il épouse Louise Claire Radegonde Lauray.
            - Jean-Alexis de la Fouchardière (1781-1868), lieutenant de cuirassiers, chevalier de la Légion d'honneur.

          - François-Alexis de La Fouchardière (1748- ), prêtre jésuite, curé de la paroisse d'Orches, réfractaire à la Constitution civile du clergé et destitué de sa cure, il est l'un des rares prêtres du diocèse à "protester publiquement contre la nomination de Jean Seuilly désigné pour le remplacer"[3]. Il est ensuite déporté.

    - Branche de l'Essart - Florent de La Fouchardière (1649-1711), Seigneur de la Ronde. Il épouse Marguerite Quereau.
      - Louis de La Fouchardière (1677-1733), Seigneur de la Ronde et des Taupignons. Il épouse sa cousine Marie de La Fouchardière 1676-1734
        - Louis Jacques de La Fouchardière (1715-1759), Seigneur de Collay et de Beaufort, conseiller du roi. Il épouse Marie Louise Briant.
          - Jean-Jacques de La Fouchardière (1743-1823), prêtre, curé de la paroisse de Faye-la-Vineuse, réfractaire à la Constitution civile du clergé et déporté. Il est enterré dans le transept gauche de l'église de Faye.
          - Jacques Antoine de La Fouchardière (1751-1820) épouse Marie Anne Louise Simon de Lessard.
            - Jacques Antoine de La Fouchardière (1781-1856), maire de Sérigny et propriétaire du château de Launay. Il avait épousé en secondes noces Victoire Perrine Marie Jagault, nièce de l'abbé Pierre Jagault, secrétaire du conseil supérieur de la Vendée et fille de Jean-Baptiste Jagault, procureur en l'élection de Thouars, condamné à mort comme conspirateur et guillotiné le 17 mars 1794. Pour la protéger des armées révolutionnaires lors de la Virée de Galerne, sa mère confia Victoire, âgée de quatre ans, à une famille de La Flêche[4]. Il épouse Marie Delphine Chesneau de la Touche.
            - Jacques Olivier Alphonse de La Fouchardière (1809-1892), avocat, conseiller général de la Vienne. Il épouse Zoë Proa, fille de Paul Proa.
              - 
                - Alphonse Paul Adolphe de La Fouchardière (1843-1916), ingénieur des arts et manufactures (École centrale Paris), entrepreneur associé de la Manufacture d'armes de Châtellerault, censeur de la Banque de France. Il épouse Marie Emilie Adèle Aline Arnaudeau, fille de de Pierre-Aimé Arnaudeau, maire de Chatellerault, et ont 11 enfants.
                  - André de La Fouchardière (1889-1957) épouse Marthe de Becdelièvre[5].
                    - Alain de La Fouchardière (1921-1944), mort pour la France , le 19 août 1944, à Saint-Maximin (Var),  lors du débarquement de Provence.

                  - Paulin René Marie de La Fouchardière (1886-1956) épouse Cécile Antoinette Decazes (1889-1981) de la famille Decazes[5].
                    - Pierre de La Fouchardière (1920-2011), résistant, commandant.

                - Delphin Arthur de La Fouchardière 1846-1923 épouse Gabrielle Conty, sœur d'Alexandre-Robert Conty.
                  - Georges de La Fouchardière (1874-1946), journaliste, romancier. Il épouse Anne Toulic.
                    - Guy de La Fouchardière (1913-1992), ingénieur en chef des Eaux et Forêts. Il épouse Jacqueline Colin[5].
                      - X. de La Fouchardière
                        - Mathieu de la Fouchardière (1965), auteur de bande dessinée sous le nom Mattt Konture.

## Alliances

### Alliances anciennes
Les principales alliances de la famille de La Fouchardière sont, : Lambert (1572), Arnault (vers 1600), Voisin, Doussin, Fromager, Chaufour (1686), Cornuot, Denéchau (1690), Beauvillain, Giraudeau, Loullier, Quéreau, Babinet, Jagault (1812), Veneau (vers 1835), Proa (1841), Creuzé (1868), Arnaudeau (1869), Treuille (1875).

### Alliances contemporaines
Les principales alliances sont : de Frétard d'Ecoyeux (1902), de Sauzay, de Becdelièvre (1920), Aubert, Boscal de Réals de Mornac, de Boussineau, Boutier, Brunet-Lapérelle, de Buyer-Mimeure, de Carayon Talpayrac, Caupin, Chatain, de Cordoüe, de Cugnac, de Dampierre, Dejean de La Batie, Demay de Goustine, Descamps, Fornier de Lachaux, d'Andigné, d'Espinay Saint Luc, Dubois, Garnier, Godet, de Gouzillon de Bélizal, d'Hardivilliers, Hardy, Hussenot-Dessenonges, de Jerphanion, de Laage de Meux, Lacaze, de La Fontaine de Fontenay, de La Martinière, de Landes d'Aussac de Saint-Palais, Le Grix de La Salle, Le Moniès de Sagazan, Leroux, Marchand, Milord, Paulmier, Penot, de Pérouse de Montclos, Petit, Piot, Richard de La Tour, Rosset, Saint Olive, Valette, Winckler.

## Armes
Les armes de la famille de La Fouchardière sont : D'or à une fourche de sable emmanchée de gueules (enregistrées d'office à l'armorial général de 1696) ou d'après d'anciens cachets : D'argent à un chevron d'azur accompagné de trois étoiles.
Sur le blason de cette famille, on peut voir une couronne de comte repérable par ses neuf branches, ainsi qu'une étoile.

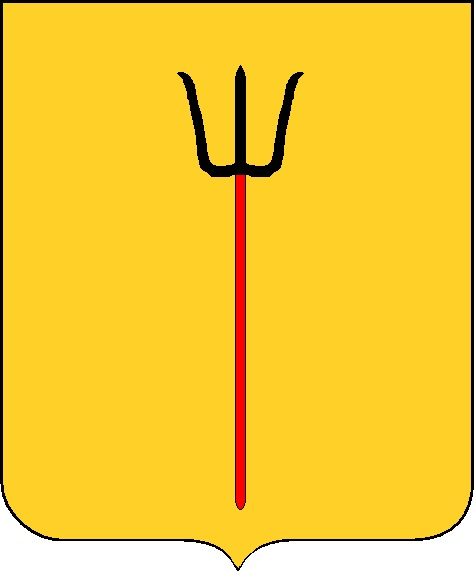
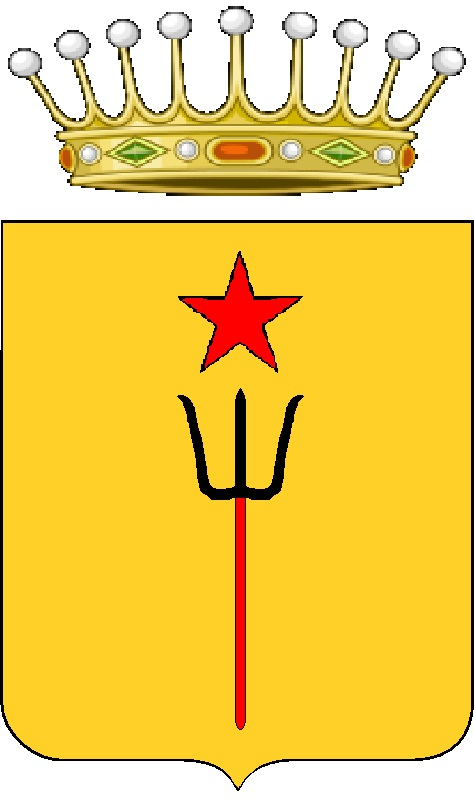
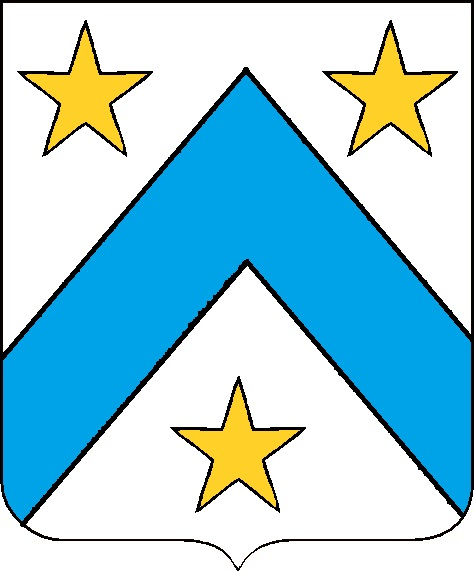